# Sockeralkohol
Sockeralkoholer är en typ av polyoler, molekyler som liknar vissa sockerarter, men där syreatomen som är dubbelbunden till en kolatom i sockermolekylen har ersatts med en hydroxylgrupp, och således är flervärda alkoholer. Sockeralkoholer betraktas som sötningsmedel i livsmedel och har därför fått E-nummer. Flertalet av dessa förekommer i naturen, men oftast i så låga halter att utvinning inte är lönsam. I stället framställs sockeralkoholerna ur naturliga sockerarter genom reduktion med vätgas under högt tryck och med nickel som katalysator. Undantaget är erytritol, som produceras naturligt genom jäsning av glukos.
Dessa sötningsmedel absorberas långsamt och ofullständigt vilket leder till att vatten hålls kvar i tarmen och därmed kan diarré uppstå. Konsumtion av större mängder sockeralkoholer kan därför ha laxerande verkan. Livsmedel som innehåller mer än 10 % sockeralkoholer bör därför märkas med uppgift om att överdriven konsumtion kan ha laxerande verkan.
Inte alla sockeralkoholer är lämpliga som sockerersättning till diabetiker i och med att vissa kan påverka blodsockernivån, även om höjningen inte är lika stor som vid sockerintag. Hur mycket blodsockret påverkas visas i tabellen nedan.
| Sockeralkohol | Glykemiskt Index | Kcal/gram |
| ------------- | ---------------- | --------- |
| Erytritol     | 0                | <0,2      |
| Mannitol      | 0                | 1,5       |
| Laktitol      | 8                | 2,0       |
| Isomalt       | 13               | 2,1       |
| Sorbitol      | 13               | 2,5       |
| Xylitol       | 18               | 2,5       |
| Maltitol      | 50               | 2,7       |